# Phialina pseudopuberula
Phialina pseudopuberula är en svampart som först beskrevs av Graddon, och fick sitt nu gällande namn av Raitv. 1977. Phialina pseudopuberula ingår i släktet Phialina och familjen Hyaloscyphaceae.   Inga underarter finns listade i Catalogue of Life.